# Teichfledermaus-Gewässer im Raum Bremerhaven/Bremen
Teichfledermaus-Gewässer im Raum Bremerhaven/Bremen este o arie protejată (sit de importanță comunitară — SCI) din Germania întinsă pe o suprafață de 448,63 ha, integral pe uscat.

## Localizare
Centrul sitului Teichfledermaus-Gewässer im Raum Bremerhaven/Bremen este situat la coordonatele 53°27′11″N 8°34′35″E / 53.4531°N 8.5764°E.

## Înființare
Situl Teichfledermaus-Gewässer im Raum Bremerhaven/Bremen a fost declarat sit de importanță comunitară în ianuarie 2005 pentru a proteja 3 specii de animale.

## Biodiversitate
Situată în ecoregiunea atlantică, aria protejată conține 7 habitate naturale: Lacuri eutrofice naturale cu vegetație de tip Magnopotamion sau Hydrocharition, Pajiști umede nord-atlantice cu Erica tetralix, Liziere de ierburi înalte hidrofile de câmpie și de nivel montan până la alpin, Păduri de fag Luzulo-Fagetum, Păduri de stejar sau de stejar și carpen sub-atlantice și medio-europene de Carpinion betuli, Mlaștini împădurite, Păduri aluvionare cu Alnus glutinosa și Fraxinus excelsior (Alno-Padion, Alnion incanae, Salicion albae).
La baza desemnării sitului se află mai multe specii protejate:
- mamifere (2): vidră de râu (Lutra lutra), liliac de iaz (Myotis dasycneme)
- pești (1): boarță (Rhodeus amarus)